# 又吉イエス
又吉 イエス（またよし イエス、1944年〈昭和19年〉2月5日 - 2018年〈平成30年〉7月20日）は、日本の政治活動家、宗教家、教育者。世界経済共同体党代表で、本名は又吉 光雄（またよし みつお）。自らを「唯一神、又吉光雄・イエス・キリスト」（ゆいつしん・またよし みつお・イエス・キリスト）と称してイエス・キリストを謳い、政治活動などを行った。

## 来歴

### 生い立ち
沖縄県宜野湾市で、雑貨店の5人兄弟の末子として生まれる。1963年に琉球政府立普天間高等学校を卒業、1968年に中央大学商学部を卒業したのちに、東京の商社や設計事務所で勤務した。兄の又吉辰雄は元沖縄県総務部長と宜野湾市助役を務めた。

### 政治への目覚め
その後、沖縄に戻り自動車販売店、学習塾経営（小禄学習塾）、教会牧師（世界キリスト教会）などを務めた。1990年代半ば、故郷である宜野湾市大山の海岸の埋め立て計画への反対運動に参加していたが、願い叶わず、その海が埋め立てられていく場面を見る中で、「これからは自分が神として政治を直接みる時期が来た」と感じるようになり、自らをイエス・キリストだとする「再臨宣言」を行い、政治活動を開始した。
1996年に起こった在ペルー日本大使公邸占拠事件の際には、ゲリラとペルー政府を説得するために沖縄県からペルーに駆けつけた。この際、当時沖縄県政策調整監であった兄の辰雄も情報収集のためペルー入りしていた。1997年に世界経済共同体党を設立、同党代表を務める。

### 沖縄での選挙運動
1997年の宜野湾市長選挙に立候補したのを皮切りに、沖縄県知事選挙（2回）、2001年の宜野湾市長選挙、2002年の名護市長選挙に立候補するがいずれも落選。少なくとも1998年の参院選までは「又吉イエス」名義を使用しておらず、選挙公報では本名（マタヨシ光雄）や「神イエス＝又吉光雄」などと表記していた。2002年の沖縄県知事選挙の際、「沖縄県民が唯一神又吉イエスを次期沖縄県知事にしないというなら、本世界経済共同体本部は東京に持って行く。それは沖縄県民の子や孫・ひ孫達、更に末代までの沖縄県の恥になるが、それでもいいのか」と主張したものの落選し、その言葉通り2003年に世界経済共同体党本部を東京に移した。

### 東京での選挙運動

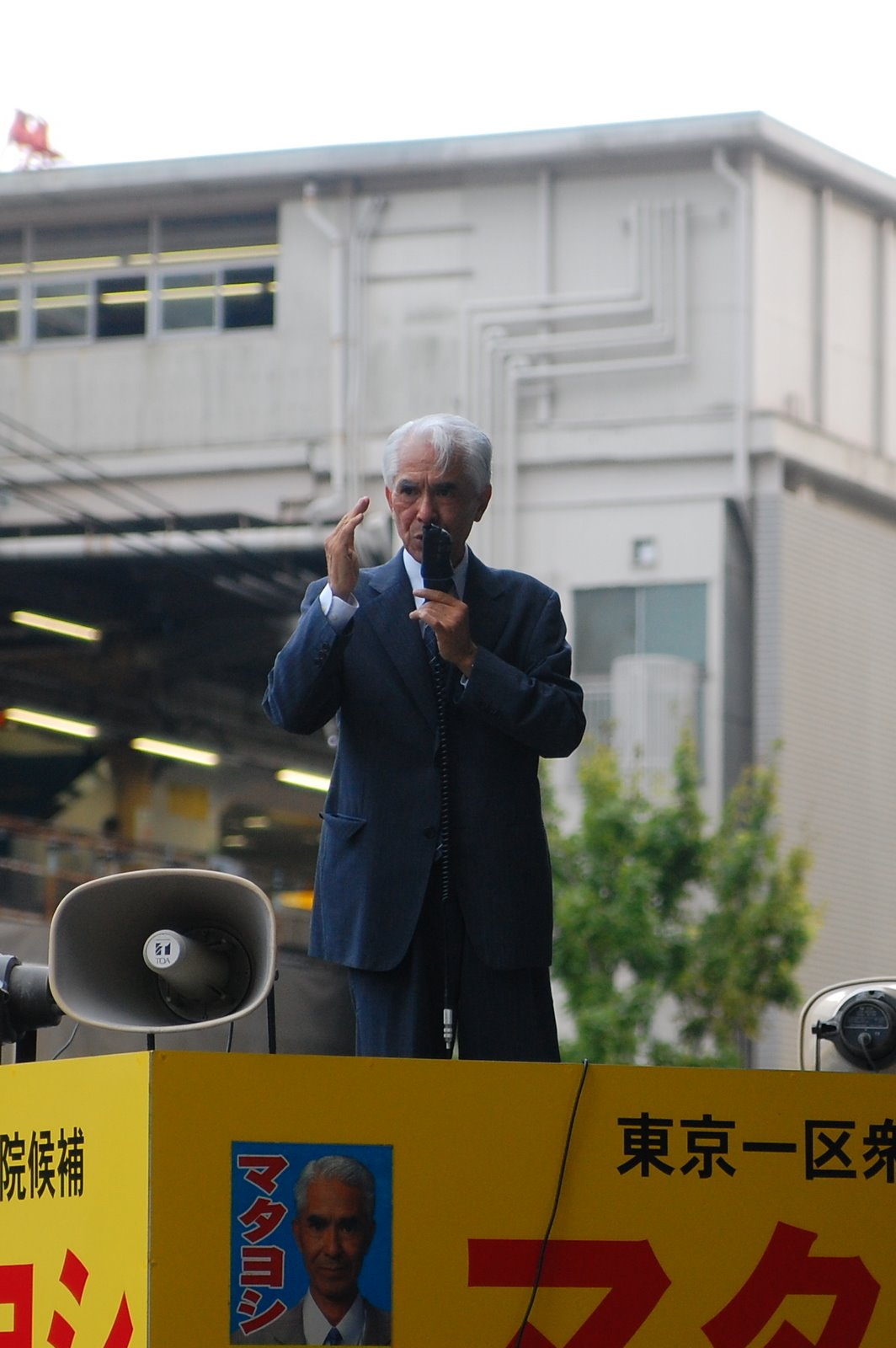
2009年8月30日、第45回衆議院議員総選挙での街頭演説にて

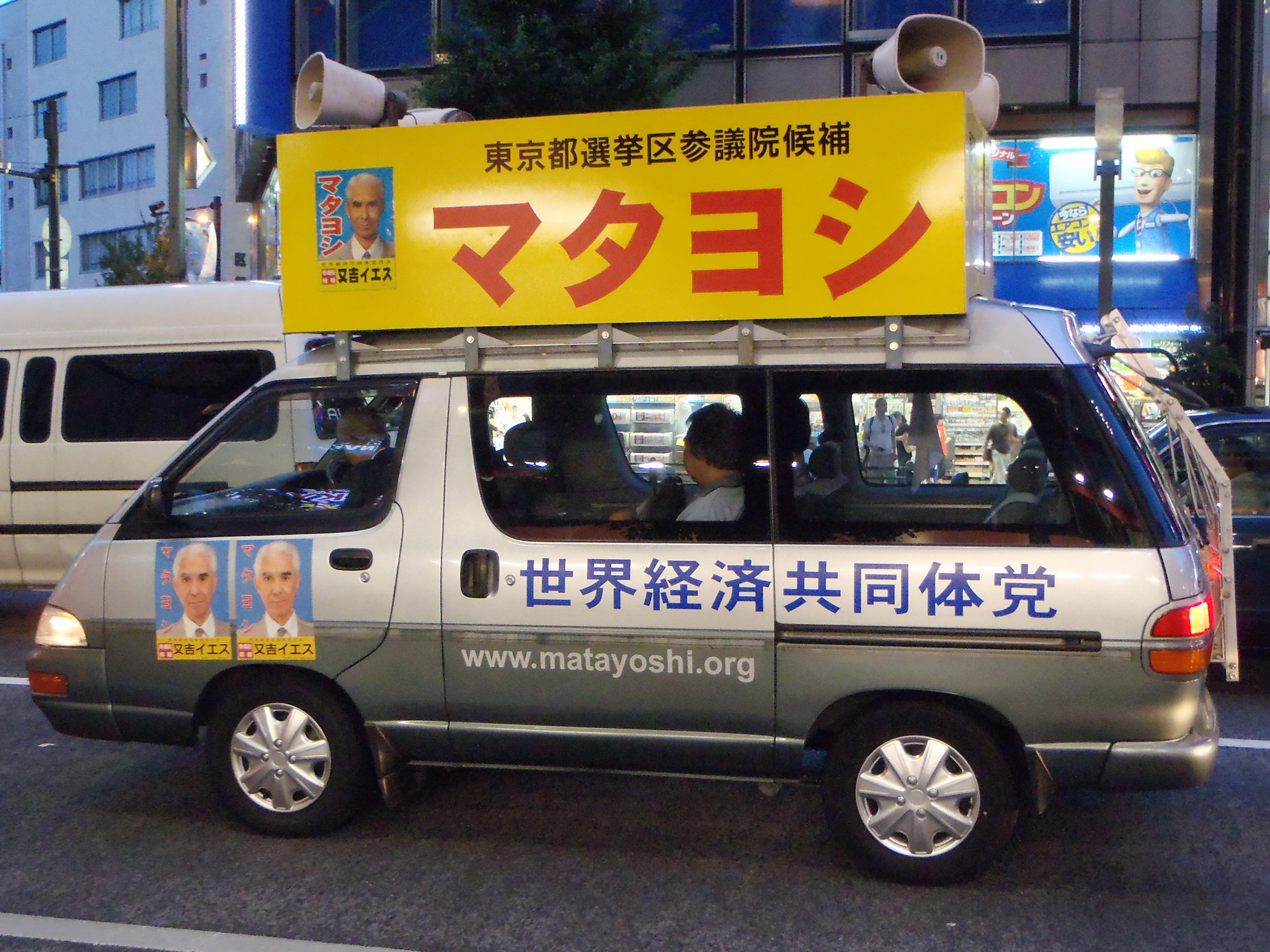
2013年、第23回参議院議員通常選挙にて

2003年の第43回衆議院議員総選挙では東京都第1区から立候補し、2004年の第20回参議院議員通常選挙では東京都選挙区から立候補したがいずれも落選。2005年9月11日の第44回衆議院議員総選挙の際も東京1区から出馬するが落選。2007年7月29日の第21回参議院議員通常選挙に東京都選挙区から立候補、落選するも新党フリーウェイクラブの和合秀典を上回り、10度目の選挙にして初の最下位脱出を果たす。
選挙公報や選挙ポスターにおいて、「又吉イエスは唯一神である」、「対立候補は腹を切って死ぬべきである」などと公言し、過激な文面が並ぶ事から、2ちゃんねるなどの電子掲示板や個人ニュースサイト等で話題になった。また、2004年9月18日に世界経済共同体党公式ウェブページを立ち上げ、活動を行っている。また、時折都内で街宣車を走らせており、又吉の甲高く抑揚をつけた声の演説テープが流される（党公式ホームページでも聴取可能）。

2008年9月5日に第45回衆議院議員総選挙に東京1区から立候補することを表明、2009年表明どおり立候補、結果は9人の候補者中8位・718票で落選する。2010年7月実施の第22回参議院議員通常選挙に東京都選挙区から立候補するが、4,900票にとどまり落選。しかし、和合秀典（上述）や「新党本質」の佐野秀光らを破り24人中20位と、前回2007年の参議院選に比して最下位からは遠ざかった。2012年12月4日、第46回衆議院議員総選挙に東京1区から立候補するも、落選。2013年7月4日、第23回参議院議員通常選挙に東京選挙区から出馬したが落選した。2014年12月14日投開票の第47回衆議院議員総選挙にも東京1区から立候補するも落選。
東京都知事選に出馬したことは一度もない。

### 引退報道を否定
2013年の参院選の最中、サンケイスポーツ紙に又吉の短いインタビューを含む記事が掲載されたが、ここに「今回で資金が底をつきました」と書かれており、ネット上で引退宣言かと騒がれた。しかし、数日後に出演したニコニコ生放送の番組において、「さらに別の（売却できる）土地を所有しており、今後も出馬をする」と話し、引退説を否定した。なお、サンケイスポーツに対してはそれについても話したが、意図的に記事には書かれなかったとした。また、東京スポーツの取材に対しても、引退を否定している。

### 政治活動引退と死去
2018年6月30日、健康状態悪化のため、政治活動引退をホームページで発表。サイトも10月末に閉鎖するが唯一神の名称および存在は従来通りとしている。
同年7月20日に左腎癌により死去したことが世界経済共同体党より7月23日に発表された。74歳没。

## 世界経済共同体党
又吉イエスが1997年に「世界経済共同体」を目指すため設立した政治団体。宗教団体でないため、党として宗教的な活動は行っていない。
東京都新宿区下落合にある雑居ビル4階に党本部がある。又吉代表が沖縄県で活動していた時期には、宜野湾市に党本部があった。2004年9月18日に世界経済共同体党公式ウェブページを立ち上げ、ネット上でも活動を行っている。以前は又吉代表とその妻のほとんど二人三脚状態で党の活動を行っていたが、又吉代表の知名度が上がったためインターネットを通じて関心を持った若者たちが集まり、ボランティアとして党の活動を支えるようになった。かつては毎月第一・第三土曜日に懇親会が行われ、定期的に興味を持った人たちがアポ無しで訪れていた。
活動資金は又吉代表が所有する普天間基地内の補償金や支持者の寄付から捻出している。又吉代表は政治活動費や自身の生活費を一円単位で詳細に公表しているため、党の財務状況は公式サイトから確認することができる。
2018年6月30日、公式サイトにて又吉代表の体調不良による政治活動の停止と共に、党の政治活動を停止することが発表された。同年10月末をもって党公式サイトは閉鎖され、掲載されていたコンテンツの一部は、生前の又吉代表公認の上で関係者により作成された「唯一神又吉イエス主義を後世に伝える会」のページに移行している。

## 話題になった文面
- 『○○○○（対立候補者名）らは他人を殺し、全人類を殺す者であるから、彼らの責任は当然、死に値する。従って、彼らは腹を切って死ぬべきである』
- 『また彼らはただ死んで終わるものではない。彼らは無責任な悪人であり、唯一神又吉イエスが地獄の火の中に投げ込む者達である』
- 『彼らを支持する有権者も彼らと同様に腹を切って死ぬべきは当然であり、また、唯一神又吉イエスがそういう有権者を当然、地獄の火の中に投げ込むものである』
- 『詳しい理由は選挙公報等で熟知すべし』
- 『罪・犯罪の元凶・原因である金が第一・金が全ての利益至上主義経済』
- 『自己中心・好き勝手・やりたい放題を止めることが出来ない民主主義』

なお切腹して死ぬべきだというのは「責任を取れ」というニュアンスだという。ジョージ・W・ブッシュに対しては、アメリカには切腹の風習が無いため「ギロチンで首を落として死ぬべきだ」としている。また「元来切腹という行為は侍のけじめの儀式である」ことから、「女性には腹を切るべきであるとは言えない」としており、例として2009年の衆議院選挙では幸福実現党の田中順子に対して「当然死ぬべきである」としながらも「腹を切って死ぬべき」とはしていない。2017年の衆院選では「腹を切って死ぬべき」の文言はなく、対立政党に対して「嘘政治・嘘政党である」としたが、こうした発言をやめたのではなく、選挙の準備が間に合わず、切腹を勧告する対立候補の名前をポスター入稿の締切までに確定できなかったことが理由であった。
政見放送でもその過激な文言が頻出し話題になったが、2007年の参議院選挙以降は自身の経済政策を述べる穏健な内容に変化した。

## 主義・思想
- 現在の日本経済を「利益至上主義経済すなわち、資本主義経済としての日本経済は世界ではじめて終わっている」として、「公平・平等の原理・原則」による「共同の所有・生産・消費制」経済による世界経済共同体日本が日本経済のとるべき道だとしている。尚この世界経済共同体日本について又吉は2002年の沖縄県知事選挙の政見放送・2004年の参議院選の政見放送では農林漁業中心であるとしていたが、近年は「製造業の大企業に業種別連盟を、中小企業に業種別組合をつくり、その上に大企業連盟、中小企業組合をつくり、その総本部は経済産業省に置くものとする。官民一体、国が一つになる経済」であるとしていて政策が異なっている。
- 竹島、尖閣諸島、千島列島については日本固有・本来の領土であるとしている。
- TPP（環太平洋パートナーシップ協定）については参加に反対している。
- 臓器移植については断固反対の立場をとっているほか、iPS細胞の作製・利用についても「遺伝子組み換え・操作は、生態系を破壊し、また、人間を人間でなくするものであり、 更には、その技術の危険性も考えなければいけない。従って、遺伝子組み換え・操作は一切してはならない。 遺伝子に関しては、それが基準である」として反対しているが、実際はiPS細胞は特定の部位に向けた誘導培養がベースの為、遺伝子組み換えはもちろん、「誘導」操作以外について又吉の指摘はほぼ的を外している。さらにその発明者であり、2012年のノーベル生理学・医学賞を受賞した京都大学の山中伸弥に対し、「直ちにiPS細胞の作製・利用をやめなければいけない。 そうしないならば唯一神又吉イエスが山中伸弥らを地獄の火の中に投げ込むものである」としている。
- 選択的夫婦別姓制度導入や同性愛・同性婚に反対している[18]。それとともに、不倫（特に政治家の不倫）についても問題視していた[19]。
- 普天間基地の辺野古（沖縄県内）移設及び在日米軍基地が沖縄県内に集中している現状に反対し、県外移設を主張していた[20]。
- 護憲派ではないが、安倍晋三政権における改憲の内容については問題視していた[21]。また、カジノ法案についても反対していた[22]。
- 国会議員となったあかつきには、内閣総理大臣となり、さらに国際連合事務総長となって世界を統治すると語っていた[23]。
- 畠山理仁の「これらの主張は、あなたがご自分を神だと思われてるからですか?」という質問には、「思っているからではない。私が神だというのは事実だからである」と答えている。

## 教え子
- 真喜屋力-1966年沖縄県生まれ。 琉球大学工学部電気工学科卒業。映画監督・沖縄映画館「桜坂劇場」取締役プログラム・ディレクター。2011年5月からはフリー。学習塾経営時代の教え子[注 2][24][25]。

## 氏名
本名は「又吉 光雄」であるが、政治活動時は片仮名表記で「マタヨシ 光雄」として立候補していた。その後、「又吉 イエス」名義で立候補するようになった。2003年に発行した自著の奥付によれば、著者名は「唯一神又吉光雄・イエス・キリスト」と表記されており、振り仮名として「ゆいつしん またよしみつお・いえす・きりすと」と併記されていた。また、同書の著作権表示の英語表記は「The only God Mitsuo Matayoshi Jesus Christ」となっていた。

## 語録

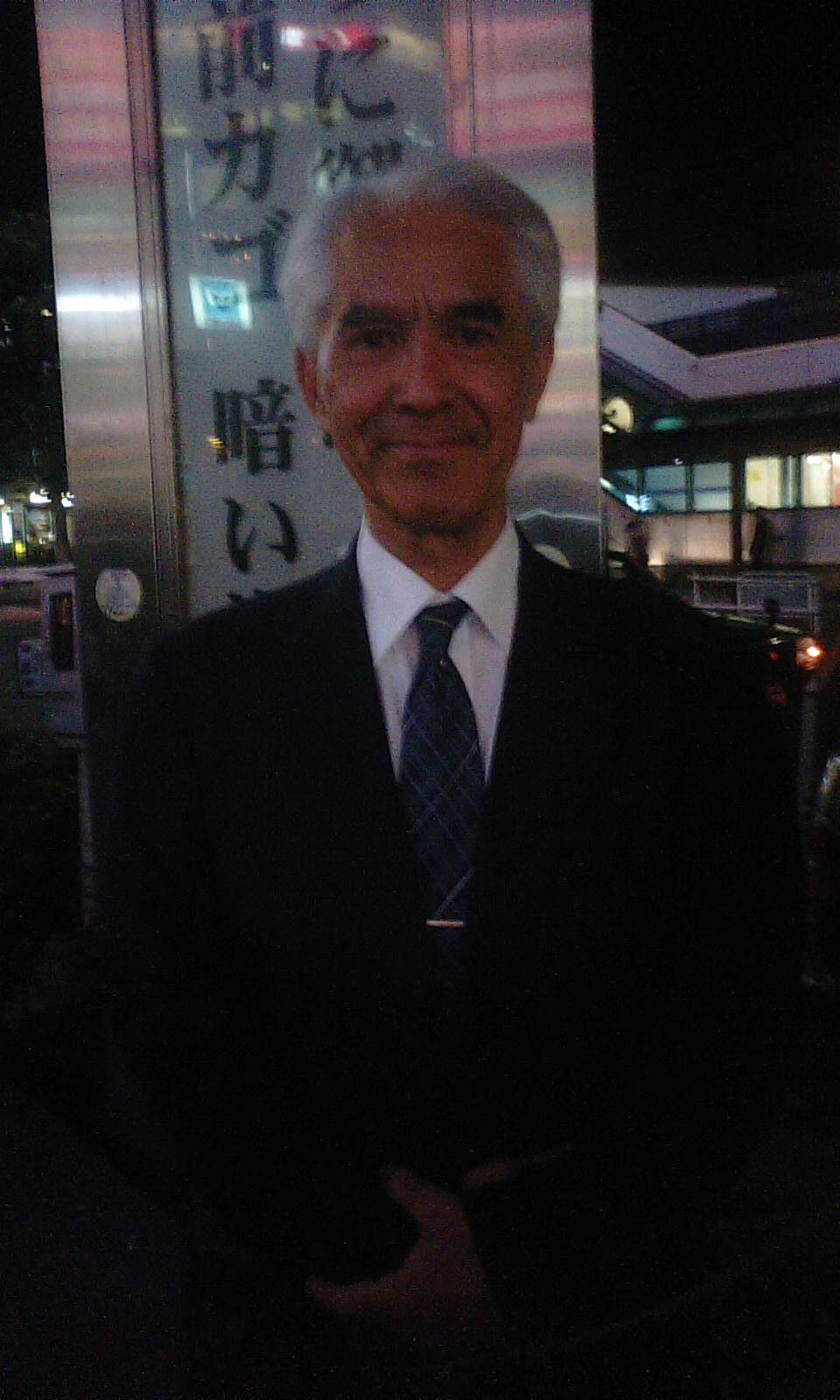
2010年7月10日、東京都の高田馬場駅にて

- 「政治は責任を求め、追及することによってしか正しくできない。また本当の責任を追及するためには、それだけの政治内容がなければいけない」（2002年沖縄県知事選挙での政見放送で）
- 「唯一神又吉イエスが本参議院選で、参議院議員として国会に出て全衆参国会議員により、首相指名をうけ、内閣を成立させる。したがって本参議院選後小泉内閣は総辞職して首相小泉純一郎は首相の座を唯一神又吉イエスに明け渡すべきである。（中略）小泉純一郎は他人を殺し、全人類を殺すものに他ならない。他人を殺すなら自分が死ぬべきが当然である。よって小泉純一郎は腹を切って死ぬべきである。」（2004年参議院選挙の政見放送で）
- 「よさの、話している責任を取って死ね。責任はないのか！ 腹切って死ね。支持すんな。何がありがとうございますだ。ふざけるなよ。真面目もない、責任もない、何がよさのだ。与太郎じゃねえのか。」（2005年衆議院選挙の街頭演説中に近くを通りかかった与謝野馨に対して）
- 「日本が国家危機にある」（2007年参議院選挙での政見放送で）
- 「尾辻かな子、恥、知らんのか。恥、ないのか。」（2007年参議院選挙遊説中、民主党比例区で立候補していた尾辻かな子の選挙カーに向かって）
- 「海江田万里。海江田万里。責任感はないのか。責任感はないのか。（中略）何で笑っているんだ!! 恥知らんのか!! 海江田万里、あんたのために毎日5万人以上が死んでいる。日本人であるんだろうお前。腹を切って死ね。いいか!! 地獄の火の中だ。海江田万里。無責任じゃ!! そこがぬけているんだろう。」（2009年衆議院選挙の街頭演説中に近くを通りかかった海江田万里に対して）
- 「小倉淳、小倉淳、聞いているか。（中略）論理なきバカ、手を引っ込めろ。小倉淳、腹切って死ね。恥知らんのか、バカ。ツラの皮はげよ、小倉淳。論理なき恥なきバカ、日本から出ていけ。日本はこの唯一神又吉イエスのものだ。無責任バカ・小倉淳、日本から出ていけ。」（2013年参議院選挙で街頭演説中、近くを通りかかった小倉淳に対して）
- 「鈴木信行！ 鈴木信行！ ポスターに書いてある通りである！ 日本人であるなら、さっさと腹切って死ね！」（2013年参議院選挙で街頭演説中、近くを通りかかった鈴木信行に対して）
- 「責任をとって、さっさと腹を切って死ね。日本人ではないのか。（中略）世界が守れるのか。（中略）マイクを捨てろ。」（2013年参議院選挙で、街頭演説をしていた山本太郎に対して。山本も「又吉来たー！」「敵を見間違えるな、又吉！ 戦うべき相手はここにはいないぞ、又吉！」「お前は守れるのか、私は守りたいんだ！ 又吉はどうだ、守る気はあるのか！」などと応戦した）
- 「不倫問題。考えられないことだ、病気ではないのか。唯一神又吉イエスが言う「金が第一・金が全て」「罪・犯罪の元凶・原因」の利益至上主義経済と「自己中心・好き勝手・やりたい放題をとめられない」民主主義の日本の社会退廃がそこまで来ていることを知るべきである。それは日本の破綻・破滅・滅亡が目の前まで来ていることを意味する」と浮気・不倫を述べており、社会の悪であるとする。
- 「道徳とは人生の基本・土台である。道徳を無視・ないがしろにすると、心・精神の防波堤がなくなり、人生が荒廃する。そこは罪・犯罪、人生の破綻・破滅・滅亡の誘惑の場となる。 」道徳が教育の基本・土台であると述べている。

なお、これらの発言は、 YouTubeや世界経済共同体党ウェブサイトなどで閲覧・確認できる。

## 著書
- 唯一神又吉光雄・イエス・キリスト著『再臨のキリスト、唯一神又吉イエスは日本・世界をどうするかどのようにするか』那覇出版社、2003年。ISBN 4890951377

## 映画
- 『唯一神又吉イエス～東京に 降り立ちて』[27]

## 過去の選挙結果
| 投票日         | 選挙内容                       | 得票数  | 得票率 | 順位 | 候補者数 | 惜敗率 | 出典/詳細 | 供託金 |
| -------------- | ------------------------------ | ------- | ------ | ---- | -------- | ------ | --------- | ------ |
| 1997年07月13日 | 宜野湾市長選挙                 | 516票   | 1.9%   | 3位  | 3名      | 2.77％ | [ 28 ]    | 没収   |
| 1998年07月14日 | 第18回参議院選挙・沖縄県選挙区 | 4,007票 | 0.7%   | 5位  | 5名      | 1.64％ | 詳細      | 没収   |
| 1998年11月15日 | 沖縄県知事選挙                 | 2,649票 | 0.4%   | 3位  | 3名      | 0.70％ | 詳細      | 没収   |
| 2001年07月15日 | 宜野湾市長選挙                 | 2,111票 | 9.0%   | 2位  | 2名      | 9.94％ | [ 29 ]    | 没収   |
| 2002年02月03日 | 名護市長選挙                   | 80票    | 0.3%   | 3位  | 3名      | 0.39％ | [ 30 ]    | 没収   |
| 2002年11月17日 | 沖縄県知事選挙                 | 4,330票 | 0.8%   | 4位  | 4名      | 1.20％ | 詳細      | 没収   |
| 2003年11月09日 | 第43回衆議院選挙・東京1区      | 698票   | 0.3%   | 5位  | 5名      | 0.66％ | 詳細      | 没収   |
| 2004年07月11日 | 第20回参議院選挙・東京都選挙区 | 8,382票 | 0.2%   | 11位 | 11名     | 1.01％ | 詳細      | 没収   |
| 2005年09月11日 | 第44回衆議院選挙・東京1区      | 1,557票 | 0.6%   | 4位  | 4名      | 1.03％ | 詳細      | 没収   |
| 2007年07月29日 | 第21回参議院選挙・東京都選挙区 | 5,289票 | 0.1%   | 19位 | 20名     | 0.77％ | 詳細      | 没収   |
| 2009年08月30日 | 第45回衆議院選挙・東京1区      | 718票   | 0.2%   | 8位  | 9名      | 0.50％ | 詳細      | 没収   |
| 2010年07月11日 | 第22回参議院選挙・東京都選挙区 | 4,900票 | 0.1%   | 20位 | 24名     | 0.74％ | 詳細      | 没収   |
| 2012年12月16日 | 第46回衆議院選挙・東京1区      | 1,011票 | 0.4%   | 8位  | 9名      | 1.23％ | 詳細      | 没収   |
| 2013年07月21日 | 第23回参議院選挙・東京都選挙区 | 5,633票 | 0.1%   | 19位 | 20名     | 0.92％ | 詳細      | 没収   |
| 2014年12月14日 | 第47回衆議院選挙・東京1区      | 1,416票 | 0.6%   | 6位  | 6名      | 1.32％ | 詳細      | 没収   |
| 2016年07月10日 | 第24回参議院選挙・東京都選挙区 | 6,114票 | 0.1%   | 21位 | 31名     | 1.20％ | 詳細      | 没収   |
| 2017年10月22日 | 第48回衆議院選挙・東京1区      | 1,307票 | 0.6%   | 6位  | 6名      | 1.4％  | 詳細      | 没収   |